# Zoo de Hanovre
Le Zoo de Hanovre (en allemand Zoo Hannover) est un parc animalier situé à Hanovre.